# Oberding
Oberding är en kommun och ort i Landkreis Erding i Regierungsbezirk Oberbayern i förbundslandet Bayern i Tyskland.
Kommunen ingår i förvaltningsgemenskapen Oberding tillsammans med kommunen Eitting.